# Plan de San Luis, Veracruz
Plan de San Luis är en ort i Mexiko.   Den ligger i kommunen Jalacingo och delstaten Veracruz, i den sydöstra delen av landet, 200 km öster om huvudstaden Mexico City. Plan de San Luis ligger 1 930 meter över havet och antalet invånare är 447.
Terrängen runt Plan de San Luis är huvudsakligen kuperad, men norrut är den bergig. Runt Plan de San Luis är det ganska tätbefolkat, med 149 invånare per kvadratkilometer. Närmaste större samhälle är Teziutlan, 10,3 km väster om Plan de San Luis. I omgivningarna runt Plan de San Luis växer huvudsakligen savannskog.